# لرناهوویت (کاشاتاق)
لرناهوویت (به ارمنی: Լեռնահովիտ) یک منطقهٔ مسکونی در جمهوری آرتساخ است که در استان کاشاتاق واقع شده‌است.